# Omonville-la-Rogue
Omonville-la-Rogue è stato un comune francese di 549 abitanti situato nel dipartimento della Manica nella regione della Normandia. Dal 1º gennaio 2017, è confluito nel comune di La Hague.

## Società

### Evoluzione demografica
Abitanti censiti